# Abraham J. Multer

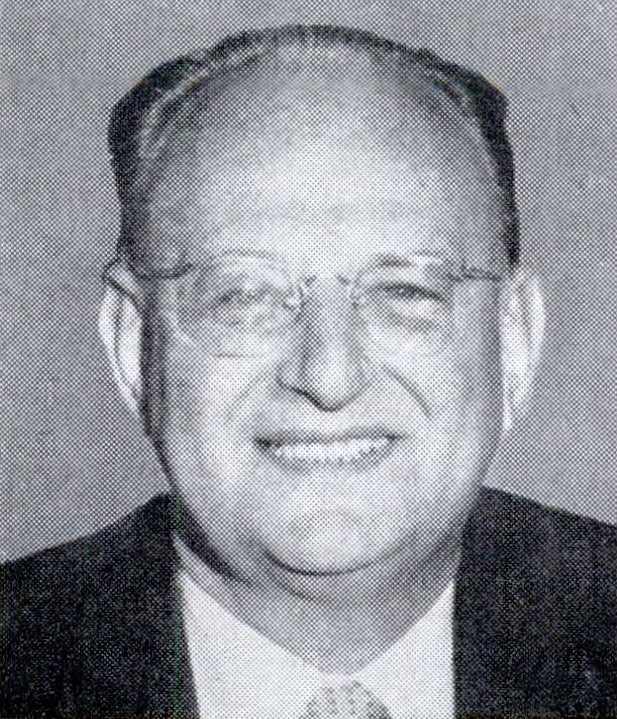
Abraham J. Multer

Abraham Jacob Multer (* 24. Dezember 1900 in New York City; † 4. November 1986 in West Hartford, Connecticut) war ein US-amerikanischer Jurist und Politiker. Zwischen 1947 und 1967 vertrat er den Bundesstaat New York im US-Repräsentantenhaus.

## Werdegang
Abraham Jacob Multer wurde Anfang des 20. Jahrhunderts in New York City geboren und wuchs dort auf. In dieser Zeit besuchte er öffentliche Schulen auf Coney Island, die Boys’s School in Brooklyn und die Abendkurs des City College of New York. Danach ging er auf die Brooklyn Law School, wo er 1921 seinen Bachelor of Laws machte und 1922 seinen Master of Laws. Seine Zulassung als Anwalt erhielt er 1923 und begann dann in New York City zu praktizieren. Multer war ab 1936 als Special Assistant Attorney General bei den New York State Conventions tätig und in den Jahren 1960 und 1964 bei den Democratic National Conventions. Zwischen 1943 und 1945 diente er in der United States Coast Guard. Er war 1947 Sonderberater (special counsel) des Bürgermeisters von New York City.
Politisch gehört er der Demokratischen Partei an. Er wurde in einer Nachwahl am 4. November 1947 im 14. Wahlbezirk von New York in das US-Repräsentantenhaus in Washington, D.C. gewählt, um dort die Vakanz zu füllen, die durch den Rücktritt von Leo F. Rayfiel entstand. Im Jahr 1948 wählte man ihn in den 81. Kongress und im Jahr 1950 in den 82. Kongress. Bei den Kongresswahlen des Jahres 1952 kandidierte er im 13. Wahlbezirk von New York für das US-Repräsentantenhaus. Nach einer erfolgreichen Wahl trat er am 4. Januar 1953 die Nachfolge von Donald L. O’Toole an. Er wurde sechs Mal in Folge wiedergewählt, trat allerdings in seiner letzten Amtszeit am 31. Dezember 1967 von seinem Sitz zurück. Während dieser Zeit machte er 1963 seinen Doctor of Laws an der Yeshiva University.
Am 7. November 1967 wählte man ihn zum Richter am New York Supreme Court – eine Stellung, die er vom 1. Januar 1968 bis zum 1. Januar 1977 innehatte. Multer bekleidete dann zwischen 1979 und 1984 den Posten als Special Referee an der Brooklyn Appellate Division. Er lebte in Brooklyn, zog dann aber von dort nach West Hartford, wo er am 4. November 1986 verstarb. Sein Leichnam wurde dann auf dem Beth Moses Cemetery in Farmingdale beigesetzt.